# ویگانلا
ویگانلا (به ایتالیایی: Viganella) یک کومونه در ایتالیا است که در استان وربانو-کوزیو-اوسولا واقع شده‌است. ویگانلا ۱۳٫۷ کیلومتر مربع مساحت و ۱۸۵ نفر جمعیت دارد و ۱٬۰۱۲ متر بالاتر از سطح دریا واقع شده‌است.